# RM-23
La RM-23 o Autovía de Conexión RM-2 y RM-3 es una autovía autonómica de la Región de Murcia que conecta las autovías RM-2 y RM-3.
La autovía es un desdoblamiento de un tramo de la RM-603, la antigua carretera de Murcia a Mazarrón.
Fue abierta al tráfico el 25 de junio de 2008.

## Tramos
| Denominación | Tramo                                       | km  | Año servicio |
| ------------ | ------------------------------------------- | --- | ------------ |
| RM-23        | Alhama de Murcia RM-2 - Los Cantareros RM-3 | 9,1 | 2008         |

## Salidas
| Velocidad | Esquema | Salida | Sentido RM-3                                                              | Sentido RM-2             | Carretera     | Notas |
| --------- | ------- | ------ | ------------------------------------------------------------------------- | ------------------------ | ------------- | ----- |
|           |         |        | RM-3 Enlace con la RM-2                                                   | Enlace con la RM-2       |               |       |
|           |         |        | Mazarrón 25                                                               | Alhama de Murcia 7       | RM-2 RM-3     |       |
|           |         | 3      | Venta Aledo Los Muñoces                                                   | Venta Aledo Los Muñoces  | RM-E24        |       |
|           |         | 5 \| 7 | urb. Condado de Alhama                                                    | urb. Condado de Alhama   |               |       |
|           |         | 8      | vía de servicio                                                           |                          |               |       |
|           |         | 10     | Cañadas del Romero Los Cantareros - El Paretón Los Cánovas - Fuente Álamo |                          | RM-E11 RM-E27 |       |
|           |         |        | Mazarrón 15                                                               | Alhama de Murcia 17      | RM-3          |       |
|           |         |        | RM-3 Enlace con la RM-3                                                   | RM-23 Enlace con la RM-3 |               |       |